# Sandvík
Sandvík é uma povoação das Ilhas Faroés, com 113 habitantes, situada na costa oriental da ilha de Suðuroy, no norte da ilha, integrando a comuna de Hvalba.  O nome, significando literalmente baía de areia, indica que se encontra junto a uma praia de areia. Possui um túnel com 1,4 km de comprimento a ligá-la a Hvalba e ao resto da ilha.

### História
Sandvík é descrita nas sagas faroesas como o local onde Sigmundur Brestisson se conseguiu salvar e chegar a terra, em 1005, tendo pouco depois sido morto por um camponês local, Tórgrímur Illi.
Em 1349, toda a população foi dizimada pela peste negra. Sandvík só voltaria a ser repovoada em 1816, por habitantes da vizinha Hvalba. A partir da idade média, Sandvík chamou-se Hvalvík. Só em 1911 recebeu de volta o seu nome antigo, dado que já existia uma povoação com o nome Hvalvík em Streymoy.
A igreja local foi construída em 1840, em Froðba. Mais tarde, foi transferida para um novo local, Tvøroyri, em 1908.

## Turismo

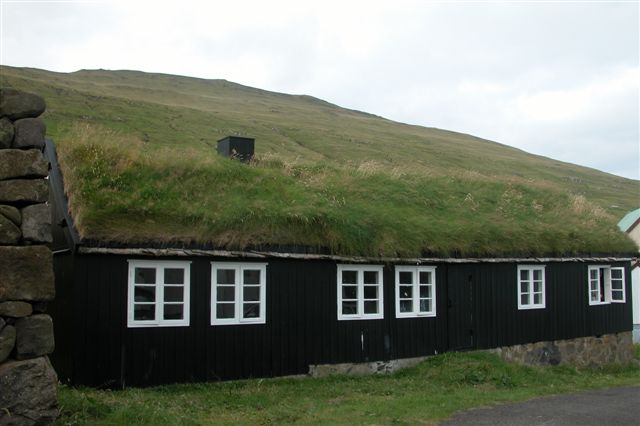
O museu de Sandvík

O museu local Húsið uttan Ánna é uma casa faroesa típica datada de 1860. É possível solicitar a chave do museu, quando este se encontrar fechado.
A povoação idílica é por si só uma atracção turística, complementada pela praia e pelas vistas para Stóra Dímun e Lítla Dímun.
É possível ir de carro o mais a norte que se conseguir e continuar a pé até ao topo do monte Borgin, a 428 metros de altitude, e observar um vista única sobre as ilhas do norte.
Existe um caminho que vai desde Sandvík até à costa ocidental. A área junto à costa é magnífica e é fácil de caminhar sobre ela. É possível observar os montes onde se encontram colónias de aves e o rochedo solitário de 57 metros de altura no mar, chamado Ásmundarstakkur. A oeste do fim do caminho, é possível ir a pé, até se encontrar uma pequena ponte perto de Glyvrabergsgjógv, que passa sobre uma ravina e conduz a Rituskor, onde é possível contemplar uma vista magnífica sobre as montanhas onde se encontram as colónias de aves e sobre o monte Glyvraberg, com 357 metros de altura.

## Galeria

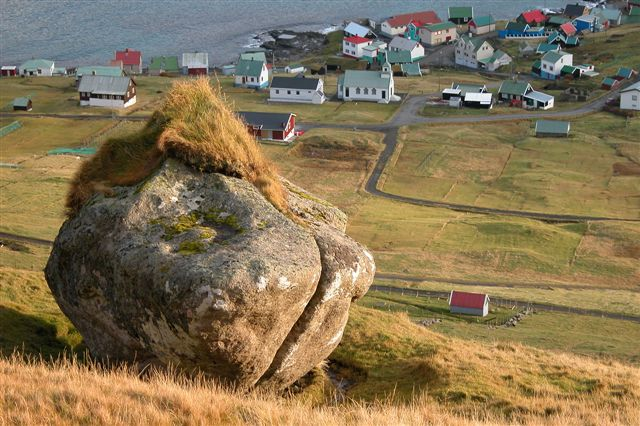
Sandvík
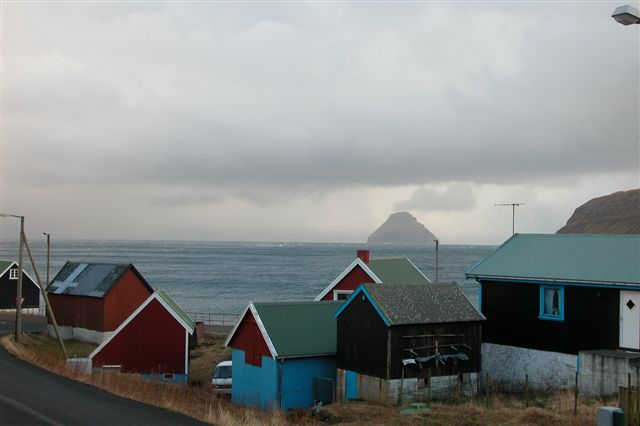
Sandvík